# Палач (Marvel Comics)
Палач (англ. Executioner) — прозвище нескольких персонажей, появившихся в комиксах издательства Marvel Comics.
Асгардец Скурдж первоначально изображался как суперзлодей, владеющий магическим двуручным боевым топором. Скурдж влюбился в Чаровницу и часто использовался в её схемах и богом обмана Локи. Он был давним противником Тора и других героев вселенной Marvel и был членом оригинальных Повелителей Зла. В конце, он присоединился к героям Асгарда в миссии в Хель, где он пожертвовал своим топором, чтобы уничтожить Нагльфар, корабль мертвых и отложить Рагнарёк и пожертвовал своей жизнью, чтобы провести мост в Гьялларбру, чтобы герои смогли убежать от сил Хель. Спустя какое-то время в Хель он присоединился к почётным мертвым в Вальхалле.
Прозвище позже использовалось двумя другими персонажами: членом андроидов Безумной банды, орудующим топором и линчевателем по имени Даниэль Дюбуа, сыном Принцессы Питон.
Карл Урбан сыграл Скурджа в фильме Кинематографической вселенной Marvel Тор: Рагнарёк.

## История публикации
Палач впервые появился в Journey into Mystery #103 (апрель 1964) и был создан Стэном Ли и Джеком Кирби.

## Биография

### Скурдж
Скурдж родился в Ётунхейме, а позже стал воином, завоевав имя «Палач» после битвы с Ледяными гигантами. У Скурджа всегда были чувства к Аморе, Чаровнице, и регулярно помогает ей в различных злодеяниях, чтобы получить контроль над Асгардом. Тем не менее, Чаровница только манипулировала им, используя свои прелести, чтобы держать Скурджа под её контролем. Локи также использовал Скурджа много раз.
В своём первом появлении команды Палач с Чаровница сражаются с Тором по воле Локи. Он изгнал Джейн Фостер в другое измерение и пытается заставить Тора передать ему молот в обмен на Джейн. Тор соглашается на это, но когда Чаровница превращает Скурджа в дерево, чтобы вернуть Фостер, он освобождает Тора от сделки, после чего Тор возвращает этих двоих в Асгард. Палач и Чародейка сосланы на Землю Одином, где они узнают из газеты о Земо. Они становятся членами Первоначальных Повелителей Зла Барона Земо и сражаются со Мстителями. Палач переодевается в качестве бывшего помощника Земо и заманивает Капитана Америку в царство Земо, а Чаровница использует свои силы, чтобы направить Тора против Мстителей. Позже Палач помогает Земо бежать от Капитана Америки, выбивая Капитана. Скурдж в течение некоторого времени оставался с Повелителями Зла Барона Земо. «Повелители зла» создали «Чудо-человека», который должен был обмануть и уничтожить Мстителей. Когда Палач был побеждён Чудо-Человеком, проверяющим его силу, он беспокоился о его контроле, хотя Земо показал, что Чудо-Человек умрёт в течение недели, если не получит противоядие. Злобный Скурдж высмеивал Чудо-Человека, которому не нравилась потребность в обмане и лукастве. План группы убить Мстителей был сорван Чудо-Человеком и Скурдж и его союзники были побеждены.
Палач угрожал Джейн Фостер и сражался с Бальдером как с любым союзником Локи. Он был позже среди легионов злодеев, собранных Доктором Думом, чтобы уничтожить Фантастическую четвёрку с помощью машины контроля над разумом, но из-за Мистера Фантастика у всех злодеев была стерта память об этом событии.
Помимо Чаровницы, Скурдж пытался создать империю путём завоевания альтернативного будущего 25-го века Земли. Он сражался с Халком после того, как его случайно перенесли туда.
Он был воссоединён с Чаровницей и присоединился к попытке завоевания мира Мандарином с четырьмя другими злодеями после того, как его перевели на его базу с помощью телепортации. Он напал на азиатский субконтинент с армией троллей из-за ценных алмазов, которые там находились и воевал с Геркулесом в другом измерении, которым он перенёс их своим топором, но был избит и брошен в гиганта, созданного Чаровницей, чтобы победить Алую Ведьму, уничтожившую его.
Затем он возглавил вторжение Троллей в Асгард. Один изгнал его в царство Касиолены. Скурдж покинул Чаровницу, чтобы стать соправителем Касиолены. Он привёл силы Касиолены против Защитников и возобновил свой союз с Чаровницей.
Скурдж атаковал Доктора Стрэнджа вместе с Чаровницей, но они были побеждены. Позднее он сражался с Защитниками и Существом как союзником Чаровницы.
Скурдж снова напал на Асгард и снова сразился с Бальдером. С Чаровницей он служит лейтенантом Локи во время его не долгого правления Асгардом. С Чаровницей он присоединился к войскам Асгарда против легионов самого мощного огненного демона Суртура.
Однажды Амора Чародейка поставила свои взгляды на Хеймдалля в качестве потенциального любовника, Скурдж попытался облегчить раны своего сердца в битве, присоединившись к Тору, Бальдеру и Эйнхержару в спасательной миссии в Хеле. Группа душ, принадлежащих живым людям, была захвачена Малекитом Проклятым и Хела отказалась разрешить им вернуться в Мидгард (Земля). Несмотря на начальные опасения, Тор разрешил Скурджу сопровождать группу. Скурдж соблазняется появлением Аморы, которая утверждает, что Хеймдалль убил её. Это была не Амора, а Мордонна, колдунья-оборотень на службе у Хелы. Маскировка раскрывается, когда Скурдж решает больше довериться Бальдеру, чем желанию собственного сердца. Хела убегает от Мордонны до того, как Скурдж решается отомстить.
Нагльфар, корабль мертвых, приближается к плаванию, и Хела обещает Скурджу почётное место рядом с ней в битве при Рагнарёке. Взбешённый манипуляцией, Скурдж разрушает корабль своим топором, предупреждая о конце света. Группа преследуется из Хеля и на мосту Гьялларбру Тор клянётся, что будет держать мост до тех пор, пока он может, чтобы души смертных могли достичь свободы. Стремясь избавиться от расточительной жизни, Скурдж вырубает Тора в до потери сознания и говорит Бальдеру, что он возьмёт место бога грома. Последний запрос Скурджа - попросить у Бальдера обещание, что Тор и он выпьют в память о Скурдже. Бальдер соглашается, и он, Эйнхержар и смертные души покидают Хель с бессознательным Тор. Скурдж защищает Гьялларбру с помощью винтовок М-16, которые Эйнхержар привез с Земли с экспедиции и Скурдж не пропускает ни одного демона. Впечатленная Хела воздаёт ему дань, говоря: «Он стоял один в Гьялларбру, и этого ответа достаточно». В конце концов он был завален и убит силами Хелы.
После его смерти он остаётся в Хель до тех пор, пока в настоящее время Хела не проклинает Тора, так что его кости становятся хрупкими и никогда не смогут заживать, одновременно будучи бессмертным - берёт под контроль Разрушителя и атакует демонов Хелы. Скурдж пытается использовать дипломатию, чтобы достичь духа Тора внутри брони, но Тор его выбивает. Неизвестно как, но это все была часть плана Тора, чтобы заставить её снять проклятие, которое присутствует, прежде чем Бог грома не уничтожает Хель. После этого Скурдж рассказывает Тору, что он догадался, что Тор действительно был под контролем, когда Разрушитель пощадил его жизнь, а не убил его. Тор спрашивает Скурджа, есть ли что-то, что он может сделать, и Скурдж напоминает Тору о своём обещании выпить на его имя, как они обещали. Признавая, что честь и мужество Скурджа где-то лучшие, Хела позволяет ему покинуть её царство и освобождает его от Вальхаллы. Говорят, что Тор и Больдер много пьют во имя Скурджа.
В то время как его дух был вызван из Вальгаллы Грандмастером в качестве члена его «Легиона Неживых» и он сражался с Тором. Его дух был освобождён из тюрьмы Хелы, когда он привёл другого спасённого Эйнхержара, чтобы присоединиться к нападению на силы Хелы Асгардцами и Новыми Мутантами. Он заработал для себя место в Вальхалле, место Асгарда для почитаемых мертвецов. После его смерти Чаровница поняла, что она действительно обладала чувствами к Скурджу и оплакивала его кончину. Путешествующий во времени врач Заркко, человек завтрашнего дня однажды вытащил его и ещё восемь злодеев из временного потока, чтобы сразиться с Корпусом Тора, но он был побеждён.
Однажды Амора отдала топор Палача смертному человеку по имени Брут Бенхерст. Тор, поверив что это Скурдж (второй Палач носил маску), старался не драться с ним, пока палач не ударяет Кевина Мастерсона (сына Эрика Мастерсона). Тор признаёт, что удар мальчика является отсутствием чести, которую Скурдж никогда не совершил бы и победил нового Палача.
Один позже вербует Скурджа, чтобы помочь Эрику Мастерсону в борьбе с влиянием Топора крови, бывшего оружия, которым Скурдж когда-то владел.
Чаровница пытается атаковать Иггдрасиль, чтобы освободить Палача из Вальхаллы, хотя это угрожает всей реальности. Её останавливают Тор, Локи и Бальдер, которые убеждают её, что её действия обесценивают память Скурджа.

### Безумная банда
Палач - тихий андроид, обтянутый длинным халатом и капюшоном и вооружён топором. Он следует командам Красной Королевы и похоже не имеет никакого реального интеллекта. Он был разрушен при неизвестных обстоятельствах, но ранее был разрушен и отремонтирован.

### Юные Мастера
Персонаж по имени Палач (Даниэль Дюбуа) появляется в Dark Reign: Young Avengers. Он описывается как «богатый и организованный городской бдительный человек, который охотится и убивает преступников и любит причинять вред домашним животным». Позднее выяснилось, что этот Палач является сыном Принцессы Питон и со школы знает Кейт Бишоп и знает о её секретной личности и знания, которые он использует, чтобы попытаться шантажировать свой путь в команду.
Палач не знает о личности своей матери, как Принцессы Питон, по крайней мере, пока он на самом деле не указала ему. Однако может быть, что он просто отрицал это дело, поскольку Норман Озборн замечает, то он хотел бы думать, что он будет знать, и Кейт Бишоп сразу понимает, кто она на встрече с ней.

## Силы и способности
Скурдж обладает сверхчеловеческими способностями типичного асгардца. Благодаря своей уникальной гибридной физиологии, с половиной Штормового Гиганта и половинной родословной Скорнхайма, физическая сила Скурджа, выносливость и долговечность были значительно выше, чем у среднего асгардца. Он также обладает сверхчеловеческой остротой зрения. Скурдж был чрезвычайно долгожителем, стареющим гораздо медленнее, чем люди, хотя и не по-настоящему бессмертный. Его тело было очень устойчиво к физическому повреждению и он невосприимчив к земным болезням, токсинам и некоторой магии. В случае травмы, благочестивая жизненная сила Скурджа позволяет ему оправиться сверхчеловеческим уровнем. Скурдж обладает навыками рукопашного боя и мастерством большинства асгардского вооружения. Он часто сражался с большим, заколдованным двуствольным боевым топором, который позволял ему использовать различные способности, включая рифов и других измерений и контролировать огонь и лёд, которые он может проецировать на своих врагов. Скурдж также иногда носит заколдованный неприступный рогатый шлем, который полностью закрывает его голову. В своём первом выступлении Скурдж продемонстрировал «суперхолодное охотничье зрение», что позволило ему найти Джейн Фостер в толпе.

## Альтернативные версии

### Земля-238
Капитан Британия был отправлен Мерлином на альтернативную Землю, известную как Земля-238. Вместе с Сатурнайном он надеялся спасти этот мир от коррупции, которая угрожала ему. Вместо этого они столкнулись с Сумасшедшим Джимом Джасперсом из Земли-238, сумасшедшим, способным деформировать реальность. Слугами Ясперса была Сумасшедшая Банда, в которую входил Палач. Эта группа суперлюдей была основана на персонажах из фильма Льюиса Кэрролла «Через зеркало». Капитану Британии и Сатурнайну индивидуально удалось избежать этой Земли, и Ясперс и Сумасшедшая Банда, включая Палача, были убиты, когда Земля-238 была уничтожена преемником Сатурнайна, Мандрагоном.

### JLA/Avengers
Палач находится среди злодеев, увлечённых Кроном, защищающего свою крепость.

## Вне комиксов

### Телевидение
- Палач появляется в разделе «Могучий Тор» мультсериала «The Marvel Super Heroes».
- Палач появляется в мультсериале «Супергеройский отряд». Озвучен Трэвисом Уиллгмэн[26]. Из-за благоприятного для ребёнка статуса шоу он упоминается только как «Скурдж». Из-за заклинания Чаровницы на Тора, Палач атакует Тора только чтобы победить.
- Палач появляется в мультсериале «Мстители. Величайшие герои Земли» как повторяющийся персонаж. Палач никогда не говорит и является верным слугой Чаровницы.
- Палач появляется в мультсериале «Совершенный Человек-паук» в эпизоде «Беги свинья, беги», где его снова озвучил Трэвис Уиллгмэн. Он является лидером охотников Асгарда, который принимает участие в Асгардсрии, где он заканчивается тем, что охотятся на Человека-паука (который был превращён в Свин-паука заколдованным хот-догом Локи). Команде Человека-паука и Тору пришлось защищать Свин-паука от охотников-асгардцев. После того, как Человек-паук возвращается к нормальной жизни на солнце и ударяет Локи, Палач заявляет, что Человек-паук привёл его к честной охоте, несмотря на то, что он был свиньёй. Когда Локи убегает на летающем волке, поклявшись отомстить Человеку-пауку, Палач и его охотники борются с летающими волками и преследуют Локи. В эпизоде «Конкурс чемпионов. Часть 1», Палач вместе с Мерзостью и Жуком отправляются к Грандмастеру, чтобы захватить Человека-паука, чтобы он мог быть использован в своём конкурсе против Коллекционера только для того, чтобы Человек-паук был спасён Коллекционером. В эпизоде «Конкурс чемпионов. Часть 4», Палач вместе с Доктором Осьминогом и Поглотителем сражаются с Человеком-пауком и Коллекционера.
- Палач появляется в мультсериале «Мстители, общий сбор!» в серии из двух частей «Мстителей больше нет», где его снова озвучил Трэвис Уиллгмэн. Он появляется как член второго воплощения Заговорщиков, которая также состоит из Лидера, Арнима Золы, Чаровницы и Канга-Завоевателя в то время, когда Лидер использует прототип похищенного дугового реактора и Вибраниум из консульства Ваканды для создания своего Статического экспандера в качестве части его заговора разбросать Мстителей во времени и пространстве. Кроме того, у Палача есть животное Асгардский ужасный волк.

### Фильмы
- Палач появляется в полнометражном мультфильме «Халк против Тора».
- Скурдж появляется в фильме «Тор: Рагнарёк», которого играет актёр Карл Урбан[27]. Версия Скурджа стала заменой Хеймдалля в качестве охранника радужного моста Бифрост и владеет двумя винтовками M-16, которые он приобрёл в «Техасе». Он завербован Хелой и ею был окрещён как Палач. Скурдж позже сожалеет об этом и убегает на борту корабля, несущего всё население Асгарда. Когда Хела сковывает корабль, позволяя своей армии мертвецов взобраться до него, Скурдж отгоняет их и освобождает корабль, но во время битвы с Хелой героически погибает.

### Видеоигры
- Палач появляется как босс в видеоигре «Marvel: Ultimate Alliance», озвученный Питером Лурье.
- Палач показан как босс в игре на Facebook «Marvel: Avengers Alliance».
- Палач является играбельным персонажем в «Marvel: Future Fight»[28].